# Kozue Andō
Kozue Andō (安藤 梢?, Andō Kozue; Utsunomiya, 9 luglio 1982) è una calciatrice giapponese, attaccante dell'Urawa Reds.
Con la maglia della nazionale giapponese ha conquistato il Mondiale di Germania 2011, la medaglia d'argento al torneo femminile delle Olimpiadi di Londra 2012 e raggiunto la finale di Mondiale di Canada 2015.

## Carriera

### Club
Kozue Andō inizia la sua carriera professionistica in Giappone vestendo la maglia del Saitama Reinas dal 2002 per tre stagioni, vincendo il titolo nazionale nel 2004. Rimane in rosa anche dopo l'affiliazione al club maschile Urawa Red Diamonds, quando la squadra ne diventa la sua sezione femminile, rimanendo per altre cinque stagioni, raggiungendo il secondo posto in campionato nel 2006 e rivincendo il titolo nel 2009.
Appagata dall'obiettivo raggiunto, Andō decide di continuare la carriera all'estero sottoscrivendo un contratto con il 2001 Duisburg per giocare in Frauen-Bundesliga, il livello di vertice del campionato tedesco femminile di calcio, nella seconda metà della stagione 2009-2010. Con le biancoverdi gioca due stagioni e mezzo, lasciandola  dissolvimento della società per problemi finanziari, ottenendo il suo primo titolo estero in carriera, la DFB-Pokal der Frauen (Coppa di Germania femminile) al termine dell'edizione 2009-2010.
Dopo aver iniziato la stagione 2012-2013 con il club di Duisburg, nel corso della sessione invernale di calciomercato si trasferisce al 1. FFC Francoforte, formazione con cui vince nuovamente la DFB-Pokal nel 2014 e la UEFA Women's Champions League al termine dell'edizione 2014-2015. Formalmente ancora legata al club tedesco, all'inizio della stagione 2015-2016 non risulta in rosa a causa della lunga riabilitazione conseguente alla frattura alla caviglia contratta durante il Mondiale di Canada 2015.
Nell'ottobre 2015 si trasferisce all'SGS Essen, società con la quale rimane per una stagione e mezza giocando nuovamente in Frauen-Bundesliga, ottenendo un quinto e un sesto posto in campionato e fermandosi agli ottavi di finale in Coppa di Germania. Al termine del campionato 2016-2017 ha lasciato l'SGS Essen per tornare in Giappone tra le file dell'Urawa Reds.

### Nazionale
Viene selezionata per vestire la maglia della Nazionale giapponese nel 1999.

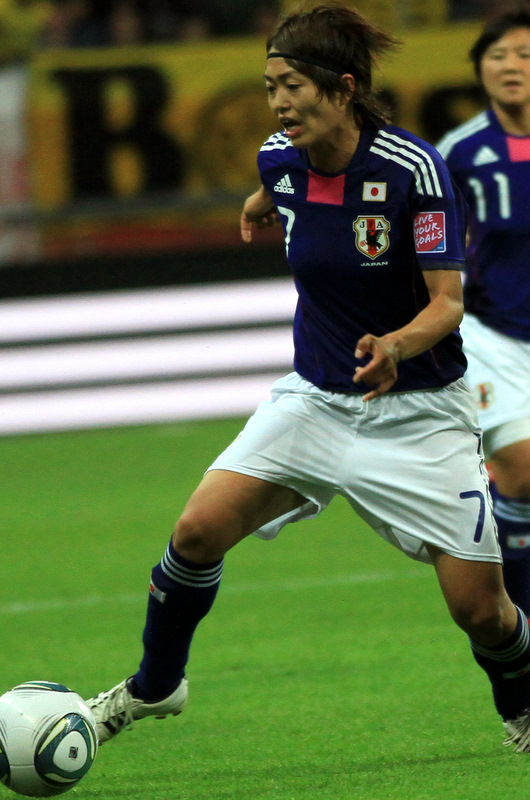
Andō con la maglia della Nazionale giapponese nel 2011

Il 1º maggio 2015 è inserita nella rosa ufficiale delle atlete a disposizione del selezionatore Norio Sasaki per l'edizione 2015 del campionato mondiale. Alla prima partita del torneo, l'8 giugno, vinta dalle giapponesi sulla Svizzera per 1-0 su calcio di rigore, Andō rimane vittima di un grave infortunio quando al 28' sull'uscita del portiere avversario Gaëlle Thalmann, sanzionato per questo con un cartellino giallo, è costretta ad abbandonare il terreno di gioco sostituita da Yuika Sugasawa, episodio che poi frutterà il rigore realizzato da Aya Miyama che deciderà l'incontro. Gli accertamenti medici indicano la frattura della caviglia e la conclusione forzata del suo terzo mondiale.

## Statistiche

### Cronologia presenze e reti in nazionale
| Cronologia completa delle presenze e delle reti in nazionale ― Giappone | Cronologia completa delle presenze e delle reti in nazionale ― Giappone | Cronologia completa delle presenze e delle reti in nazionale ― Giappone | Cronologia completa delle presenze e delle reti in nazionale ― Giappone | Cronologia completa delle presenze e delle reti in nazionale ― Giappone | Cronologia completa delle presenze e delle reti in nazionale ― Giappone | Cronologia completa delle presenze e delle reti in nazionale ― Giappone | Cronologia completa delle presenze e delle reti in nazionale ― Giappone |
| Data                                                                    | Città                                                                   | In casa                                                                 | Risultato                                                               | Ospiti                                                                  | Competizione                                                            | Reti                                                                    | Note                                                                    |
| ----------------------------------------------------------------------- | ----------------------------------------------------------------------- | ----------------------------------------------------------------------- | ----------------------------------------------------------------------- | ----------------------------------------------------------------------- | ----------------------------------------------------------------------- | ----------------------------------------------------------------------- | ----------------------------------------------------------------------- |
| 26-6-1999                                                               | Chicago                                                                 | Giappone                                                                | 0 – 4                                                                   | Norvegia                                                                | Mondiali 1999                                                           | -                                                                       |                                                                         |
| 31-5-2000                                                               | Canberra                                                                | Australia                                                               | 1 – 0                                                                   | Giappone                                                                | Pan-Pacific Cup                                                         | -                                                                       |                                                                         |
| 2-6-2000                                                                | Sydney                                                                  | Giappone                                                                | 2 – 1                                                                   | Nuova Zelanda                                                           | Pan-Pacific Cup                                                         | -                                                                       |                                                                         |
| 4-6-2000                                                                | Canberra                                                                | Giappone                                                                | 0 – 2                                                                   | Cina                                                                    | Pan-Pacific Cup                                                         | -                                                                       |                                                                         |
| 8-6-2000                                                                | Newcastle                                                               | Giappone                                                                | 1 – 4                                                                   | Stati Uniti                                                             | Pan-Pacific Cup                                                         | -                                                                       |                                                                         |
| 10-6-2000                                                               | Newcastle                                                               | Giappone                                                                | 1 – 5                                                                   | Canada                                                                  | Pan-Pacific Cup                                                         | -                                                                       |                                                                         |
| 3-4-2002                                                                | Poitiers                                                                | Francia                                                                 | 1 – 0                                                                   | Giappone                                                                | Tournament of 4 Nations                                                 | -                                                                       |                                                                         |
| 6-4-2002                                                                | Poitiers                                                                | Giappone                                                                | 1 – 1                                                                   | Australia                                                               | Tournament of 4 Nations                                                 | -                                                                       |                                                                         |
| 27-8-2002                                                               | Wuhan                                                                   | Cina                                                                    | 4 – 0                                                                   | Giappone                                                                | Tournament of 4 Nations                                                 | -                                                                       |                                                                         |
| 29-8-2002                                                               | Wuhan                                                                   | Giappone                                                                | 0 – 1                                                                   | Russia                                                                  | Tournament of 4 Nations                                                 | -                                                                       |                                                                         |
| 31-8-2002                                                               | Wuhan                                                                   | Giappone                                                                | 0 – 0                                                                   | Corea del Sud                                                           | Tournament of 4 Nations                                                 | -                                                                       |                                                                         |
| 19-3-2003                                                               | Bangkok                                                                 | Giappone                                                                | 9 – 0                                                                   | Thailandia                                                              | Amichevole                                                              | 2                                                                       |                                                                         |
| 22-4-2004                                                               | Tokyo                                                                   | Giappone                                                                | 6 – 0                                                                   | Thailandia                                                              | Qual. Olimpiadi                                                         | 1                                                                       |                                                                         |
| 6-6-2004                                                                | Louisville                                                              | Giappone                                                                | 1 – 1                                                                   | Stati Uniti                                                             | Amichevole                                                              | -                                                                       |                                                                         |
| 30-7-2004                                                               | Tokyo                                                                   | Giappone                                                                | 3 – 0                                                                   | Canada                                                                  | Amichevole                                                              | -                                                                       |                                                                         |
| 6-8-2004                                                                | Zeist                                                                   | Giappone                                                                | 2 – 0                                                                   | Paesi Bassi                                                             | Amichevole                                                              | -                                                                       |                                                                         |
| 11-8-2004                                                               | Volo                                                                    | Giappone                                                                | 1 – 0                                                                   | Svezia                                                                  | Olimpiadi 2004                                                          | -                                                                       |                                                                         |
| 18-12-2004                                                              | Tokyo                                                                   | Giappone                                                                | 11 – 0                                                                  | Taipei cinese                                                           | Amichevole                                                              | -                                                                       |                                                                         |
| 26-3-2005                                                               | Sydney                                                                  | Giappone                                                                | 2 – 0                                                                   | Australia                                                               | Amichevole                                                              | 1                                                                       |                                                                         |
| 29-3-2005                                                               | Miranda                                                                 | Giappone                                                                | 1 – 2                                                                   | Australia                                                               | Amichevole                                                              | -                                                                       |                                                                         |
| 21-5-2005                                                               | Tokyo                                                                   | Giappone                                                                | 6 – 0                                                                   | Nuova Zelanda                                                           | Amichevole                                                              | -                                                                       |                                                                         |
| 26-5-2005                                                               | Mosca                                                                   | Giappone                                                                | 4 – 2                                                                   | Russia                                                                  | Amichevole                                                              | -                                                                       |                                                                         |
| 28-5-2005                                                               | Mosca                                                                   | Giappone                                                                | 2 – 0                                                                   | Russia                                                                  | Amichevole                                                              | -                                                                       |                                                                         |
| 23-7-2005                                                               | Tokyo                                                                   | Giappone                                                                | 4 – 2                                                                   | Australia                                                               | Amichevole                                                              | -                                                                       |                                                                         |
| 1-8-2005                                                                | Jeonju                                                                  | Giappone                                                                | 0 – 1                                                                   | Corea del Nord                                                          | Coppa dell'Asia orientale                                               | -                                                                       |                                                                         |
| 3-8-2005                                                                | Daejeon                                                                 | Giappone                                                                | 0 – 0                                                                   | Cina                                                                    | Coppa dell'Asia orientale                                               | -                                                                       |                                                                         |
| 6-8-2005                                                                | Taegu                                                                   | Giappone                                                                | 0 – 0                                                                   | Corea del Sud                                                           | Coppa dell'Asia orientale                                               | -                                                                       |                                                                         |
| 18-2-2006                                                               | Shizuoka                                                                | Giappone                                                                | 2 – 0                                                                   | Russia                                                                  | Amichevole                                                              | -                                                                       |                                                                         |
| 10-3-2006                                                               | Italia                                                                  | Giappone                                                                | 4 – 0                                                                   | Scozia                                                                  | Amichevole                                                              | 1                                                                       |                                                                         |
| 12-3-2006                                                               | Venafro                                                                 | Giappone                                                                | 0 – 1                                                                   | Italia                                                                  | Amichevole                                                              | -                                                                       |                                                                         |
| 7-5-2006                                                                | Kumamoto                                                                | Giappone                                                                | 1 – 3                                                                   | Stati Uniti                                                             | Amichevole                                                              | -                                                                       |                                                                         |
| 9-5-2006                                                                | Osaka                                                                   | Giappone                                                                | 0 – 1                                                                   | Stati Uniti                                                             | Amichevole                                                              | -                                                                       |                                                                         |
| 21-7-2006                                                               | Adelaide                                                                | Giappone                                                                | 11 – 1                                                                  | Taipei cinese                                                           | Coppa d'Asia 2006                                                       | -                                                                       |                                                                         |
| 23-7-2006                                                               | Adelaide                                                                | Giappone                                                                | 1 – 0                                                                   | Cina                                                                    | Coppa d'Asia 2006                                                       | -                                                                       |                                                                         |
| 27-7-2006                                                               | Adelaide                                                                | Giappone                                                                | 0 – 2                                                                   | Australia                                                               | Coppa d'Asia 2006                                                       | -                                                                       |                                                                         |
| 30-7-2006                                                               | Adelaide                                                                | Giappone                                                                | 2 – 3                                                                   | Corea del Nord                                                          | Coppa d'Asia 2006                                                       | 1                                                                       |                                                                         |
| 19-11-2006                                                              | Chiba                                                                   | Giappone                                                                | 1 – 0                                                                   | Australia                                                               | Amichevole                                                              | -                                                                       |                                                                         |
| 23-11-2006                                                              | Karlsruhe                                                               | Giappone                                                                | 3 – 6                                                                   | Germania                                                                | Amichevole                                                              | -                                                                       |                                                                         |
| 30-11-2006                                                              | Doha                                                                    | Giappone                                                                | 13 – 0                                                                  | Giordania                                                               | Giochi asiatici                                                         | -                                                                       |                                                                         |
| 4-12-2006                                                               | Doha                                                                    | Giappone                                                                | 4 – 0                                                                   | Thailandia                                                              | Giochi asiatici                                                         | 1                                                                       |                                                                         |
| 7-12-2006                                                               | Doha                                                                    | Giappone                                                                | 1 – 0                                                                   | Cina                                                                    | Giochi asiatici                                                         | -                                                                       |                                                                         |
| 10-12-2006                                                              | Doha                                                                    | Giappone                                                                | 3 – 1                                                                   | Corea del Sud                                                           | Giochi asiatici                                                         | -                                                                       |                                                                         |
| 13-12-2006                                                              | Doha                                                                    | Giappone                                                                | 0 – 0 dts (2 - 4 dtr)                                                   | Corea del Nord                                                          | Giochi asiatici                                                         | -                                                                       |                                                                         |
| 12-2-2007                                                               | Larnaca                                                                 | Giappone                                                                | 2 – 2                                                                   | Svezia                                                                  | Amichevole                                                              | -                                                                       |                                                                         |
| 14-2-2007                                                               | Larnaca                                                                 | Giappone                                                                | 2 – 0                                                                   | Scozia                                                                  | Amichevole                                                              | -                                                                       |                                                                         |
| 7-4-2007                                                                | Tokyo                                                                   | Giappone                                                                | 2 – 0                                                                   | Vietnam                                                                 | Qual. Olimpiadi                                                         | -                                                                       |                                                                         |
| 3-6-2007                                                                | Tokyo                                                                   | Giappone                                                                | 6 – 1                                                                   | Corea del Sud                                                           | Qual. Olimpiadi                                                         | -                                                                       |                                                                         |
| 28-7-2007                                                               | San Jose                                                                | Stati Uniti                                                             | 4 – 1                                                                   | Giappone                                                                | Amichevole                                                              | -                                                                       |                                                                         |
| 12-8-2007                                                               | Tokyo                                                                   | Giappone                                                                | 5 – 0                                                                   | Thailandia                                                              | Qual. Olimpiadi                                                         | -                                                                       |                                                                         |
| 2-9-2007                                                                | Chiba                                                                   | Giappone                                                                | 2 – 1                                                                   | Brasile                                                                 | Amichevole                                                              | -                                                                       |                                                                         |
| 11-9-2007                                                               | Shanghai                                                                | Giappone                                                                | 2 – 2                                                                   | Inghilterra                                                             | Mondiali 2007                                                           | -                                                                       |                                                                         |
| 14-9-2007                                                               | Shanghai                                                                | Giappone                                                                | 1 – 0                                                                   | Argentina                                                               | Mondiali 2007                                                           | -                                                                       |                                                                         |
| 18-2-2008                                                               | Chongqing                                                               | Giappone                                                                | 3 – 2                                                                   | Corea del Nord                                                          | Coppa dell'Asia orientale                                               | 1                                                                       |                                                                         |
| 21-2-2008                                                               | Chongqing                                                               | Giappone                                                                | 2 – 1                                                                   | Corea del Sud                                                           | Coppa dell'Asia orientale                                               | -                                                                       |                                                                         |
| 24-2-2008                                                               | Chongqing                                                               | Cina                                                                    | 0 – 3                                                                   | Giappone                                                                | Coppa dell'Asia orientale                                               | -                                                                       |                                                                         |
| 7-3-2008                                                                | Larnaca                                                                 | Giappone                                                                | 0 – 3                                                                   | Canada                                                                  | Cyprus Cup 2008                                                         | -                                                                       |                                                                         |
| 12-3-2008                                                               | Larnaca                                                                 | Giappone                                                                | 2 – 1                                                                   | Paesi Bassi                                                             | Cyprus Cup 2008                                                         | -                                                                       |                                                                         |
| 29-5-2008                                                               | Ho Chi Minh                                                             | Giappone                                                                | 1 – 3                                                                   | Corea del Sud                                                           | Coppa d'Asia 2008                                                       | -                                                                       |                                                                         |
| 31-5-2008                                                               | Ho Chi Minh                                                             | Giappone                                                                | 11 – 0                                                                  | Taipei cinese                                                           | Coppa d'Asia 2008                                                       | 1                                                                       |                                                                         |
| 2-6-2008                                                                | Ho Chi Minh                                                             | Giappone                                                                | 3 – 1                                                                   | Australia                                                               | Coppa d'Asia 2008                                                       | 1                                                                       |                                                                         |
| 8-6-2008                                                                | Ho Chi Minh                                                             | Giappone                                                                | 3 – 0                                                                   | Australia                                                               | Coppa d'Asia 2008                                                       | -                                                                       |                                                                         |
| 24-7-2008                                                               | Kōbe                                                                    | Giappone                                                                | 3 – 0                                                                   | Australia                                                               | Amichevole                                                              | -                                                                       |                                                                         |
| 29-7-2008                                                               | Tokyo                                                                   | Giappone                                                                | 2 – 0                                                                   | Australia                                                               | Amichevole                                                              | -                                                                       |                                                                         |
| 6-8-2008                                                                | Qinhuangdao                                                             | Giappone                                                                | 2 – 2                                                                   | Nuova Zelanda                                                           | Olimpiadi 2008                                                          | -                                                                       |                                                                         |
| 9-8-2008                                                                | Qinhuangdao                                                             | Giappone                                                                | 0 – 1                                                                   | Stati Uniti                                                             | Olimpiadi 2008                                                          | -                                                                       |                                                                         |
| 12-8-2008                                                               | Shanghai                                                                | Giappone                                                                | 5 – 1                                                                   | Norvegia                                                                | Olimpiadi 2008                                                          | -                                                                       |                                                                         |
| 15-8-2008                                                               | Qinhuangdao                                                             | Cina                                                                    | 0 – 2                                                                   | Giappone                                                                | Olimpiadi 2008                                                          | -                                                                       |                                                                         |
| 18-8-2008                                                               | Shanghai                                                                | Giappone                                                                | 2 – 4                                                                   | Stati Uniti                                                             | Olimpiadi 2008                                                          | -                                                                       |                                                                         |
| 29-7-2009                                                               | Germania                                                                | Germania                                                                | 0 – 0                                                                   | Giappone                                                                | Amichevole                                                              | -                                                                       |                                                                         |
| 1-8-2009                                                                | Francia                                                                 | Francia                                                                 | 0 – 4                                                                   | Giappone                                                                | Amichevole                                                              | 1                                                                       |                                                                         |
| 14-11-2009                                                              | Saitama                                                                 | Giappone                                                                | 2 – 1                                                                   | Nuova Zelanda                                                           | Amichevole                                                              | -                                                                       |                                                                         |
| 15-1-2010                                                               | Coquimbo                                                                | Cile                                                                    | 1 – 1                                                                   | Giappone                                                                | Bicentennial Women's Cup                                                | -                                                                       |                                                                         |
| 21-1-2010                                                               | Coquimbo                                                                | Giappone                                                                | 4 – 2                                                                   | Colombia                                                                | Bicentennial Women's Cup                                                | 2                                                                       |                                                                         |
| 23-1-2010                                                               | Coquimbo                                                                | Giappone                                                                | 3 – 0                                                                   | Argentina                                                               | Bicentennial Women's Cup                                                | 1                                                                       |                                                                         |
| 20-5-2010                                                               | Chengdu                                                                 | Giappone                                                                | 8 – 0                                                                   | Birmania                                                                | Coppa d'Asia 2010                                                       | -                                                                       |                                                                         |
| 22-5-2010                                                               | Chengdu                                                                 | Giappone                                                                | 4 – 0                                                                   | Thailandia                                                              | Coppa d'Asia 2010                                                       | 1                                                                       |                                                                         |
| 24-5-2010                                                               | Chengdu                                                                 | Giappone                                                                | 2 – 1                                                                   | Corea del Nord                                                          | Coppa d'Asia 2010                                                       | 1                                                                       |                                                                         |
| 27-5-2010                                                               | Chengdu                                                                 | Giappone                                                                | 0 – 1                                                                   | Australia                                                               | Coppa d'Asia 2010                                                       | -                                                                       |                                                                         |
| 30-5-2010                                                               | Chengdu                                                                 | Cina                                                                    | 0 – 2                                                                   | Giappone                                                                | Coppa d'Asia 2010                                                       | 1                                                                       |                                                                         |
| 2-3-2011                                                                | Algarve                                                                 | Giappone                                                                | 1 – 2                                                                   | Stati Uniti                                                             | Algarve Cup 2011                                                        | -                                                                       |                                                                         |
| 4-3-2011                                                                | Algarve                                                                 | Giappone                                                                | 5 – 0                                                                   | Finlandia                                                               | Algarve Cup 2011                                                        | -                                                                       |                                                                         |
| 7-3-2011                                                                | Algarve                                                                 | Giappone                                                                | 1 – 0                                                                   | Norvegia                                                                | Algarve Cup 2011                                                        | -                                                                       |                                                                         |
| 9-3-2011                                                                | Algarve                                                                 | Giappone                                                                | 2 – 1                                                                   | Svezia                                                                  | Algarve Cup 2011                                                        | -                                                                       |                                                                         |
| 14-5-2011                                                               | Columbus                                                                | Stati Uniti                                                             | 2 – 0                                                                   | Giappone                                                                | Amichevole                                                              | -                                                                       |                                                                         |
| 18-5-2011                                                               | Cary                                                                    | Stati Uniti                                                             | 2 – 0                                                                   | Giappone                                                                | Amichevole                                                              | -                                                                       |                                                                         |
| 18-6-2011                                                               | Matsuyama                                                               | Giappone                                                                | 1 – 1                                                                   | Corea del Sud                                                           | Amichevole                                                              | -                                                                       |                                                                         |
| 27-6-2011                                                               | Bochum                                                                  | Giappone                                                                | 2 – 1                                                                   | Nuova Zelanda                                                           | Mondiali 2011                                                           | -                                                                       |                                                                         |
| 1-7-2011                                                                | Leverkusen                                                              | Giappone                                                                | 4 – 0                                                                   | Messico                                                                 | Mondiali 2011                                                           | -                                                                       |                                                                         |
| 5-7-2011                                                                | Augusta                                                                 | Giappone                                                                | 0 – 2                                                                   | Inghilterra                                                             | Mondiali 2011                                                           | -                                                                       |                                                                         |
| 9-7-2011                                                                | Wolfsburg                                                               | Germania                                                                | 0 – 1                                                                   | Giappone                                                                | Mondiali 2011                                                           | -                                                                       |                                                                         |
| 13-7-2011                                                               | Francoforte sul Meno                                                    | Giappone                                                                | 3 – 1                                                                   | Svezia                                                                  | Mondiali 2011                                                           | -                                                                       |                                                                         |
| 17-7-2011                                                               | Francoforte sul Meno                                                    | Giappone                                                                | 2 – 2 dts (3 - 1 dtr)                                                   | Stati Uniti                                                             | Mondiali 2011                                                           | -                                                                       |                                                                         |
| 1-9-2011                                                                | Shandong                                                                | Giappone                                                                | 3 – 0                                                                   | Thailandia                                                              | Qual. Olimpiadi                                                         | -                                                                       |                                                                         |
| 3-9-2011                                                                | Jinan                                                                   | Giappone                                                                | 2 – 1                                                                   | Corea del Sud                                                           | Qual. Olimpiadi                                                         | -                                                                       |                                                                         |
| 5-9-2011                                                                | Shandong                                                                | Giappone                                                                | 1 – 0                                                                   | Australia                                                               | Qual. Olimpiadi                                                         | -                                                                       |                                                                         |
| 8-9-2011                                                                | Shandong                                                                | Giappone                                                                | 1 – 1                                                                   | Corea del Nord                                                          | Qual. Olimpiadi                                                         | -                                                                       |                                                                         |
| 11-9-2011                                                               | Jinan                                                                   | Cina                                                                    | 0 – 1                                                                   | Giappone                                                                | Qual. Olimpiadi                                                         | -                                                                       |                                                                         |
| 5-3-2012                                                                | Algarve                                                                 | Giappone                                                                | 1 – 0                                                                   | Stati Uniti                                                             | Algarve Cup 2012                                                        | -                                                                       |                                                                         |
| 7-3-2012                                                                | Algarve                                                                 | Giappone                                                                | 3 – 4                                                                   | Germania                                                                | Algarve Cup 2012                                                        | -                                                                       |                                                                         |
| 1-4-2012                                                                | Sendai                                                                  | Giappone                                                                | 1 – 1                                                                   | Stati Uniti                                                             | Amichevole                                                              | -                                                                       |                                                                         |
| 5-4-2012                                                                | Kōbe                                                                    | Giappone                                                                | 4 – 1                                                                   | Brasile                                                                 | Amichevole                                                              | -                                                                       |                                                                         |
| 18-6-2012                                                               | Halmstad                                                                | Giappone                                                                | 1 – 4                                                                   | Stati Uniti                                                             | Amichevole                                                              | -                                                                       |                                                                         |
| 20-6-2012                                                               | Göteborg                                                                | Svezia                                                                  | 0 – 1                                                                   | Giappone                                                                | Amichevole                                                              | -                                                                       |                                                                         |
| 11-7-2012                                                               | Tokyo                                                                   | Giappone                                                                | 3 – 0                                                                   | Australia                                                               | Amichevole                                                              | -                                                                       |                                                                         |
| 19-7-2012                                                               | Parigi                                                                  | Francia                                                                 | 2 – 0                                                                   | Giappone                                                                | Amichevole                                                              | -                                                                       |                                                                         |
| 25-7-2012                                                               | Coventry                                                                | Giappone                                                                | 2 – 1                                                                   | Canada                                                                  | Olimpiadi 2012                                                          | -                                                                       |                                                                         |
| 28-7-2012                                                               | Coventry                                                                | Giappone                                                                | 0 – 0                                                                   | Svezia                                                                  | Olimpiadi 2012                                                          | -                                                                       |                                                                         |
| 31-7-2012                                                               | Cardiff                                                                 | Giappone                                                                | 0 – 0                                                                   | Sudafrica                                                               | Olimpiadi 2012                                                          | -                                                                       |                                                                         |
| 3-8-2012                                                                | Cardiff                                                                 | Giappone                                                                | 2 – 0                                                                   | Brasile                                                                 | Olimpiadi 2012                                                          | -                                                                       |                                                                         |
| 6-8-2012                                                                | Londra                                                                  | Giappone                                                                | 2 – 1                                                                   | Francia                                                                 | Olimpiadi 2012                                                          | -                                                                       |                                                                         |
| 20-6-2013                                                               | Tosu                                                                    | Giappone                                                                | 1 – 1                                                                   | Nuova Zelanda                                                           | Amichevole                                                              | -                                                                       |                                                                         |
| 26-6-2013                                                               | Staffordshire                                                           | Inghilterra                                                             | 1 – 1                                                                   | Giappone                                                                | Amichevole                                                              | -                                                                       |                                                                         |
| 29-6-2013                                                               | Monaco di Baviera                                                       | Germania                                                                | 4 – 2                                                                   | Giappone                                                                | Amichevole                                                              | -                                                                       |                                                                         |
| 20-7-2013                                                               | Seul                                                                    | Giappone                                                                | 2 – 0                                                                   | Cina                                                                    | Coppa dell'Asia orientale                                               | 1                                                                       |                                                                         |
| 27-7-2013                                                               | Seul                                                                    | Corea del Sud                                                           | 2 – 1                                                                   | Giappone                                                                | Coppa dell'Asia orientale                                               | -                                                                       |                                                                         |
| 7-3-2014                                                                | Algarve                                                                 | Giappone                                                                | 1 – 0                                                                   | Danimarca                                                               | Algarve Cup 2014                                                        | -                                                                       |                                                                         |
| 10-3-2014                                                               | Algarve                                                                 | Giappone                                                                | 2 – 1                                                                   | Svezia                                                                  | Algarve Cup 2014                                                        | -                                                                       |                                                                         |
| 12-3-2014                                                               | Algarve                                                                 | Giappone                                                                | 0 – 3                                                                   | Germania                                                                | Algarve Cup 2014                                                        | -                                                                       |                                                                         |
| 25-10-2014                                                              | Edmonton                                                                | Canada                                                                  | 0 – 3                                                                   | Giappone                                                                | Amichevole                                                              | -                                                                       |                                                                         |
| 4-3-2015                                                                | Algarve                                                                 | Giappone                                                                | 1 – 2                                                                   | Danimarca                                                               | Algarve Cup 2015                                                        | 1                                                                       |                                                                         |
| 6-3-2015                                                                | Algarve                                                                 | Giappone                                                                | 3 – 0                                                                   | Portogallo                                                              | Algarve Cup 2015                                                        | -                                                                       |                                                                         |
| 9-3-2015                                                                | Algarve                                                                 | Giappone                                                                | 1 – 3                                                                   | Francia                                                                 | Algarve Cup 2015                                                        | -                                                                       |                                                                         |
| 11-3-2015                                                               | Algarve                                                                 | Giappone                                                                | 2 – 0                                                                   | Islanda                                                                 | Algarve Cup 2015                                                        | -                                                                       |                                                                         |
| 24-5-2015                                                               | Marugame                                                                | Giappone                                                                | 1 – 0                                                                   | Nuova Zelanda                                                           | Amichevole                                                              | -                                                                       |                                                                         |
| 28-5-2015                                                               | Nagano                                                                  | Giappone                                                                | 1 – 0                                                                   | Italia                                                                  | Amichevole                                                              | -                                                                       |                                                                         |
| 8-6-2015                                                                | Vancouver                                                               | Giappone                                                                | 1 – 0                                                                   | Svizzera                                                                | Mondiali 2015                                                           | -                                                                       |                                                                         |
| Totale                                                                  |                                                                         | Presenze                                                                | 126                                                                     |                                                                         | Reti                                                                    | 19                                                                      |                                                                         |

## Palmarès

### Club

#### Competizioni nazionali
- Campionato giapponese: 3

Urawa Red Diamonds: 2004, 2009, 2020
- Coppa di Germania: 2

FCR 2001 Duisburg: 2009-2010
1. FFC Francoforte: 2013-2014
- WE League Cup: 1

Urawa Reds: 2022-2023

#### Competizioni internazionali
- UEFA Women's Champions League: 1

1. FFC Francoforte: 2014-2015

### Nazionale
- Campionato mondiale: 1

2011